# Vườn quốc gia Lama Lama
Vườn quốc gia Lama Lama là một vườn quốc gia ở Queensland, Úc.
Vườn quốc gia Lama Lama là một công viên quốc gia trên bán đảo Cape York ở Far Bắc Queensland, Úc. Tên này đến từ những người Lama Lama, những người chủ đất truyền thống. Công viên bảo vệ đồng bằng ven biển, dải bãi biển và đồi cát của lưu vực sông Annie. Sông đánh dấu biên giới phía Nam của công viên. 
Vườn Quốc gia Lama Lama là công viên quốc gia đầu tiên ở Queensland được quản lý chung giữa các chủ sở hữu truyền thống và Chính phủ Queensland. Lễ ký kết đánh dấu việc thành lập Vườn quốc gia mới được tổ chức tại Coen vào ngày 10 tháng 7 năm 2008. Nó có chứa một loài thực vật quan trọng Eucalyptus tetrodonta còn được gọi là Darwin stringybark. Nó cũng bảo vệ môi trường sống của chim ưng đỏ nguy cấp đang bị đe dọa nghiêm trọng.